# Стоил Давидов
Стоил Петров Давидов Белокапов (изписване до 1945 година: Стоилъ Петровъ Давидовъ Бѣлокаповъ) е български свещеник от Македония.

## Биография
Роден е в Кратово в семейството на Петър Белокапов, убит в Страцин за българщината на 21 септември 1907 година от сръбска чета. При освобождението на Вардарска Македония в 1941 година влиза в Централния комитет на Българските акционни комитети. В 1942 година е избран за член на Духовния съвет на Скопско-Велешката епархия. Свещеник е в църквата „Свети Димитър“ в Скопие. В 1944 година митрополит Софроний Търновски го назначава заедно с Кирил Стояновски и Спиро Личеновски във временния епархийски духовен съвет, който да управлява епархията от негово име до установяването на нормална църковна власт.
На 22 март април 1943 година майка му Еленка, 76-годишна от Кратово, като жителка на Скопие, подава молба за българска народна пенсия, в която пише „за българщината в Македония даде живота си моя съпруг“. Молбата е одобрена и пенсията е отпусната от Министерския съвет на Царство България.